# Brody
Brody (ucraniano: Бро́ди) es una ciudad de Ucrania, perteneciente al raión de Zólochiv de la óblast de Leópolis. Se ubica unos 70 km al este de Leópolis, sobre la carretera E40 que lleva a Rivne.
En 2017, la localidad tenía 23 772 habitantes. Desde la reforma territorial de 2020 es sede de un municipio con una población total de casi cuarenta mil habitantes, que incluye 50 pueblos como pedanías.
El famoso escritor Joseph Roth nació en esta localidad.

## Historia
Se fundó en el año 1084. Perteneció a la República de las Dos Naciones, hasta la Primera partición de Polonia en 1772, cuando pasa al del Imperio Habsburgo, fue una ciudad importante durante el Imperio austrohúngaro. En 1919 pasó a formar parte de la Segunda República polaca, ocupada por los nazis entre 1941 y 1944 cuando pasa a control de la URSS (ya la había ocupado entre 1939-41). Entre los monumentos más significativos de la ciudad pueden mencionarse el instituto de Brody y la sinagoga de Brody.
Hasta la reforma territorial de 2020, la ciudad era la capital del raión de Brody.